# Sân bay Tràng An
Sân bay Tràng An là một dự án sân bay đang được nghiên cứu ở tỉnh Ninh Bình, Việt Nam.Vị trí xây dựng ở xã Sơn Lai, huyện Nho Quan, cách trung tâm thành phố Hoa Lư 21 km về phía Tây, cách trung tâm thành phố Tam Điệp 16 km về phía Bắc. Tổng diện tích đất lên tới 300 ha. Sân bay này cách Sân bay quốc tế Nội Bài khoảng 120 km về phía Nam, cách Sân bay quốc tế Cát Bi khoảng 120 km về phía Tây Nam theo tuyến quốc lộ 10.

## Chủ trương
Từ năm 2010, tỉnh Ninh Bình đã có chủ trương đầu tư xây dựng một sân bay dân dụng mang tên sân bay Ninh Bình với vị trí dự kiến ban đầu tại xã Khánh Hòa, huyện Yên Khánh, là cảng hàng không phục vụ cho 3 tỉnh khu vực Hà Nam Ninh vốn chưa có bất kỳ một sân bay nào. Tuy nhiên vì lý do kỹ thuật và an toàn, khu vực vùng núi xã Sơn Lai, ngoại ô thành phố Hoa Lư sau này vốn thưa dân lại tỏ ra ưu việt hơn hẳn vị trí sát trung tâm thành phố, các khu công nghiệp Khánh Phú, Phúc Sơn và cảng Ninh Phúc như ở xã Khánh Hòa. Tổng mức đầu tư ban đầu dự kiến 2.000 tỷ đồng.
Ngày 2 tháng 2 năm 2012, Bộ trưởng Bộ GTVT Đinh La Thăng và đại diện Cục Hàng không Dân dụng Việt Nam đã khảo sát và làm việc tại Ninh Bình. Bộ trưởng Đinh La Thăng đã đồng ý với đề nghị của tỉnh Ninh Bình về chủ trương đầu tư xây dựng sân bay Tràng An.
Ngày 28 tháng 7 năm 2014, Thủ tướng Chính phủ Việt Nam ký Quyết định số: 1266/QĐ-TTg Phê duyệt Quy hoạch chung đô thị Ninh Bình đến năm 2030, tầm nhìn đến năm 2050. Theo đó, phần giao thông đường không ở Ninh Bình sẽ xây dựng mới sân bay Tràng An tại khu vực Sơn Lai phù hợp với quy hoạch ngành giao thông vận tải.
Ngày 4 tháng 2 năm 2016, Thủ tướng Chính phủ Việt Nam ký Quyết định số 230/QĐ-TTg về việc phê duyệt Quy hoạch chung xây dựng quần thể danh thắng Tràng An, tỉnh Ninh Bình. Theo đó, Đường hàng không Ninh Bình với Cảng hàng không Tràng An đang trong giai đoạn nghiên cứu quy hoạch với hai loại cấp sân bay: Cấp 3C và 4C tại khu vực xã Sơn Lai, Quỳnh Lưu (huyện Nho Quan) với quy mô lên tới 300 ha, khai thác dịch vụ bay dân dụng, taxi và đảm bảo an ninh quốc phòng.

## Vai trò
Sân bay Tràng An nằm sát với quốc lộ 38B, đại lộ Tràng An - Bái Đính - Cúc Phương và rất gần với các tuyến quốc lộ 12B, 1A, 35, 45 và đường cao tốc Bắc - Nam. Dự án nâng cấp tuyến đường Bái Đính - Ba Sao - Mỹ Đình thành quốc lộ cũng đang được các tỉnh Hà Nội, Hà Nam, Ninh Bình thực hiện.
Sân bay Tràng An nằm kẹp giữa 3 khu du lịch quốc tế là quần thể di sản thế giới Tràng An - chùa Bái Đính, khu du lịch Kênh Gà - Vân Trình, công viên động vật hoang dã quốc gia Ninh Bình với khoảng cách dưới 15 km; cách các khu du lịch lớn khác như vườn quốc gia Cúc Phương, khu bảo tồn thiên nhiên Vân Long, cố đô Hoa Lư, nhà thờ Phát Diệm chưa đến 50 km.